# Brittni Mason
Brittni Mason (Cleveland, 19 aprile 1998) è un'atleta paralimpica statunitense specializzata nelle gare di velocità e appartenente alla categoria T46.

## Biografia
Nata con la paralisi di Erb che influenza la mobilità della spalla e del braccio sinistro, ha iniziato a praticare l'atletica leggera paralimpica nel 2008, all'età di dieci anni. Nel 2019 ha rappresentato gli Stati Uniti d'America ai campionati mondiali paralimpici di Dubai, portando a casa la medaglia d'oro nei 100 metri piani T47 e classificandosi quarta nei 200 metri piani T47.
Nel 2021 ha preso parte ai Giochi paralimpici di Tokyo, dove ha conquistato due medaglie d'argento nei 100 e 200 metri piani T47 e la medaglia d'oro nella staffetta 4×100 metri universale, dove con i connazionali Noah Malone, Nick Mayhugh e Tatyana McFadden ha battuto il record del mondo con il tempo di 45"52. Nel 2024 conquista altre due medaglie d'argento alle Paralimpiadi di Parigi, nei 100 e nei 200 metri piani.

## Palmarès
| Anno | Manifestazione       | Sede   | Evento             | Risultato | Prestazione | Note                          |
| ---- | -------------------- | ------ | ------------------ | --------- | ----------- | ----------------------------- |
| 2019 | Mondiali paralimpici | Dubai  | 100 m piani T47    | Oro       | 11"89       |                               |
| 2019 | Mondiali paralimpici | Dubai  | 200 m piani T47    | 4ª        | 25"15       |                               |
| 2021 | Giochi paralimpici   | Tokyo  | 100 m piani T47    | Argento   | 11"97       |                               |
| 2021 | Giochi paralimpici   | Tokyo  | 200 m piani T47    | Argento   | 25"00       | Miglior prestazione personale |
| 2021 | Giochi paralimpici   | Tokyo  | 4×100 m universale | Oro       | 45"52       | Record mondiale               |
| 2023 | Mondiali paralimpici | Parigi | 100 m piani T47    | Argento   | 12"24       |                               |
| 2023 | Mondiali paralimpici | Parigi | 200 m piani T47    | Oro       | 25"36       |                               |
| 2024 | Mondiali paralimpici | Kōbe   | 200 m piani T37    | Argento   | 25"10       |                               |
| 2024 | Giochi paralimpici   | Parigi | 100 m piani T47    | Argento   | 12"10       |                               |
| 2024 | Giochi paralimpici   | Parigi | 200 m piani T47    | Argento   | 25"18       |                               |